# Humpis

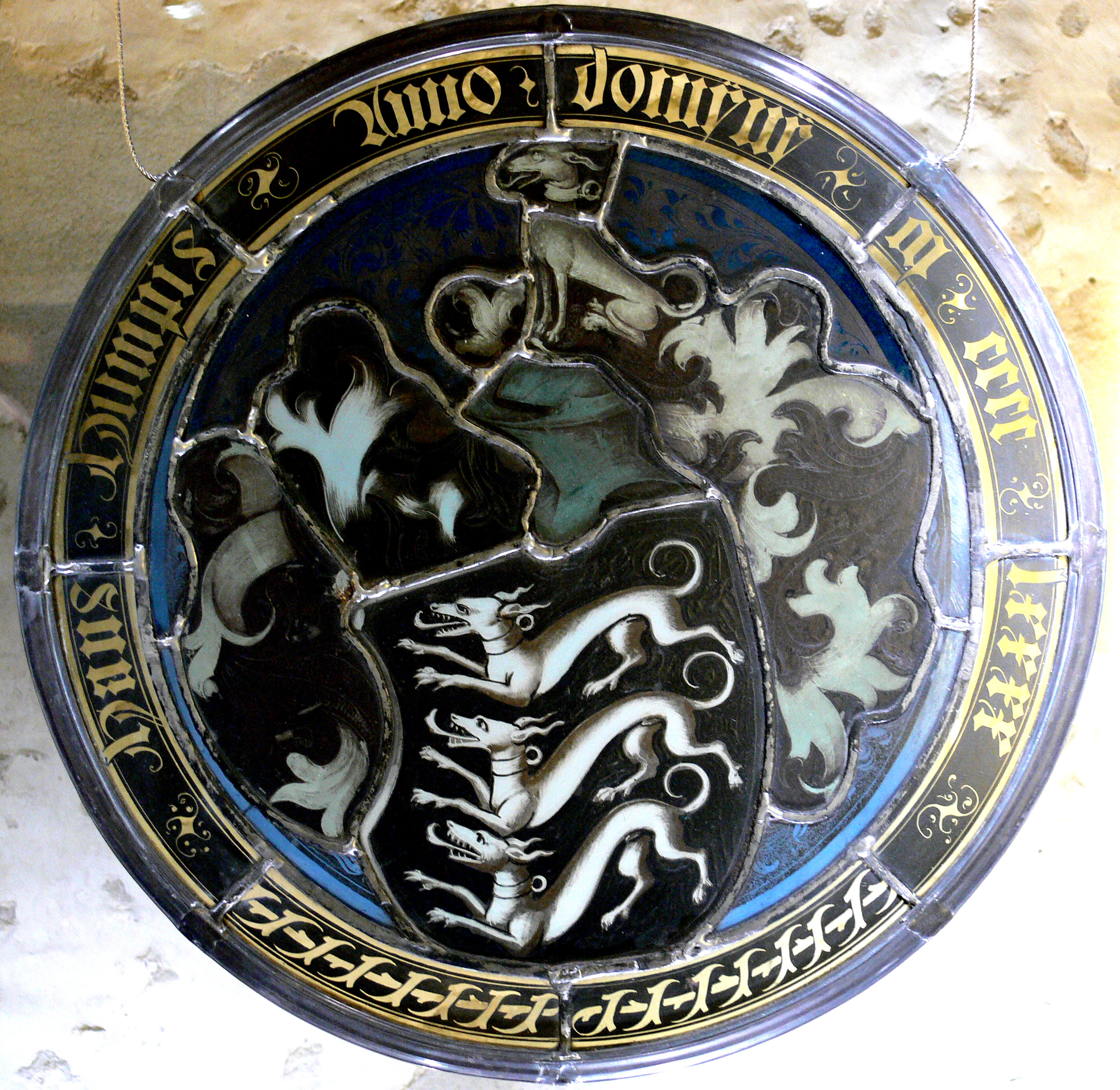
Stammwappen derer von Hundbiß (Humpis)

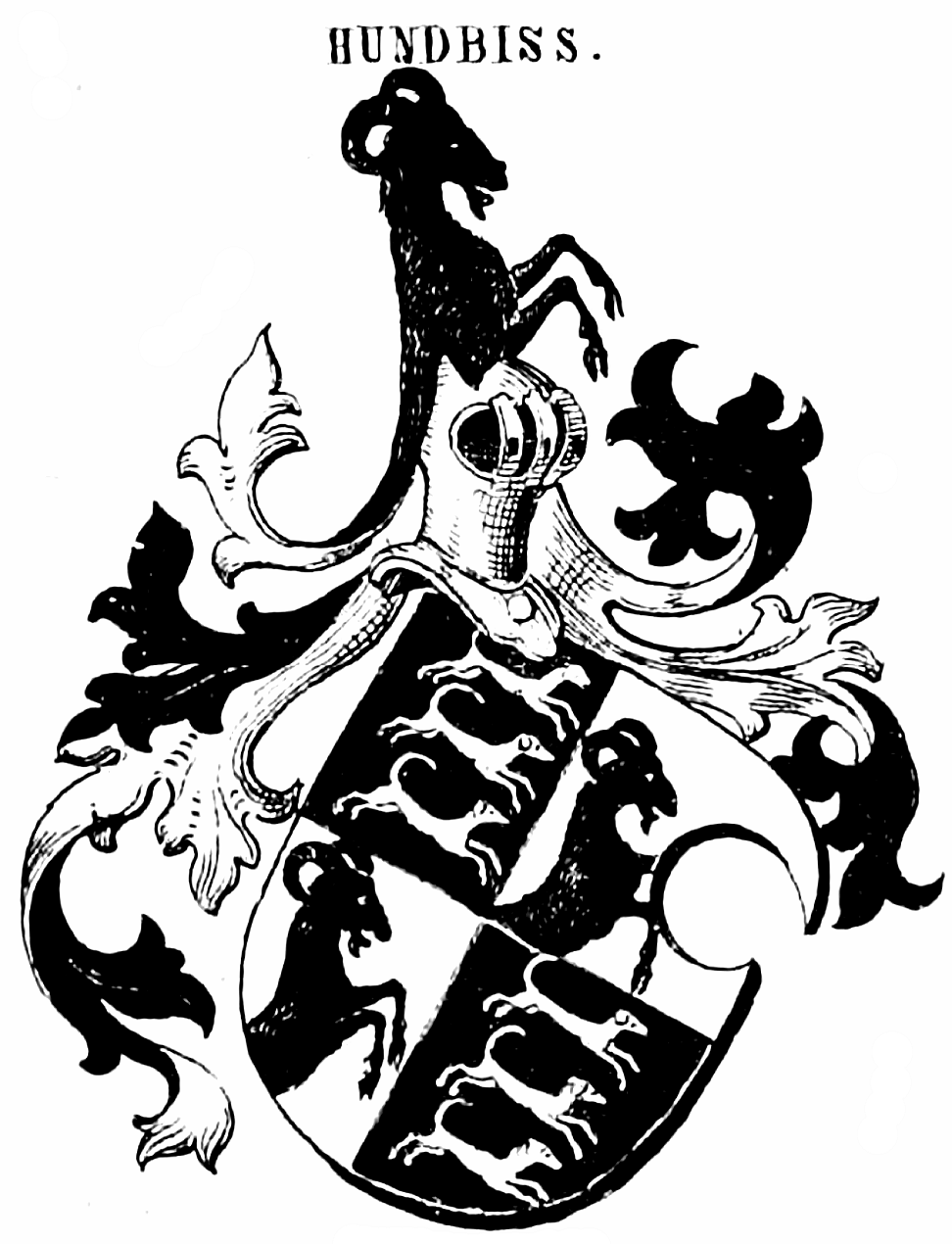
Wappen der Hundbiss von Waltrams

Die Humpis (auch Hompis, Humpiss, Huntpiss, Hundbiss, Hundpiz, Huntpitz) waren ein einflussreiches schwäbisches Adelsgeschlecht, das aus welfischen Dienstmannen hervorging und sich heute Hundbiß schreibt.

## Geschichte

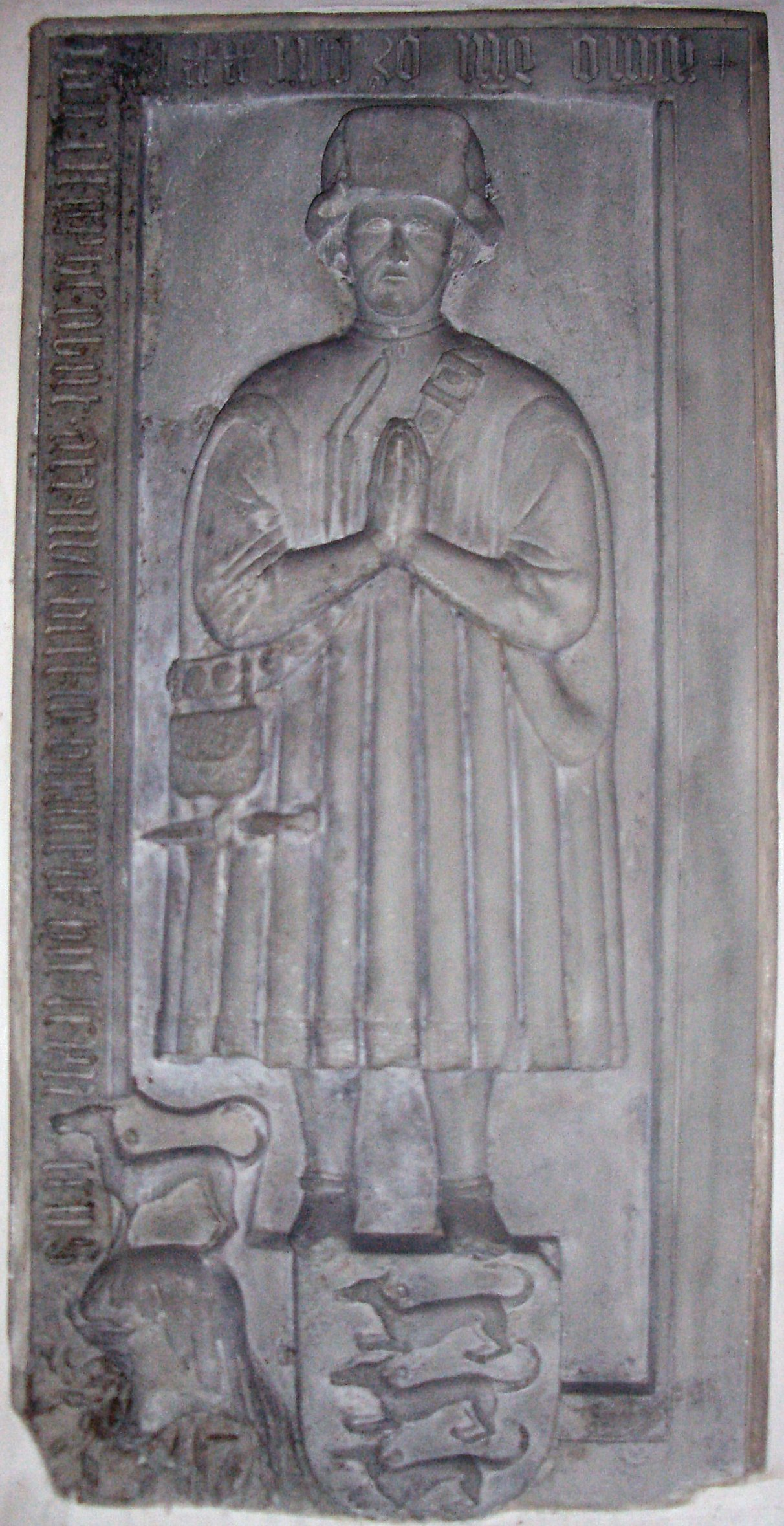
Grabstein von Henggi Humpis, Händler der Großen Ravensburger Handelsgesellschaft

Die Humpis (Hundbiß) sind ein Ratsgeschlecht der Freien Reichsstadt Ravensburg, das mit Heinrich genannt Huntpize 1225 und 1258 erstmals erscheint. Eine sichere Stammreihe beginnt mit dem Stadtamtmann zu Ravensburg, Conrad gen. Humpis, der urkundlich 1303–1327 erwähnt wird.
Um 1380 schloss sich das Geschlecht mit den Mötteli von Buchhorn und Muntprat von Konstanz zur Großen Ravensburger Handelsgesellschaft zusammen. Mit dieser trieben sie im großen Stil von Ravensburg aus Handel mit Tüchern und Stoffen bis nach Spanien und Italien. Sie tauschten und kauften Edelstoffe, orientalische Gewürze und Spezereien. Die Humpis waren dabei die bedeutendsten Mitglieder der größten deutschen Handelsgesellschaft. Bis zum Erlöschen der Handelsgesellschaft 1530 nahmen sie großen Einfluss auf die wirtschaftliche Entwicklung Süddeutschlands, insbesondere der Bodenseeregion.
Am 10. Juli 1540 erfolgte eine kaiserliche Namens- und Wappenmehrung mit „von Waltrams“ für Eitelhans Humpis und seine Brüder. 1699 wurde Marquard Jacob Hundtbiß von Waltrams der Reichsfreiherrenstand zuerkannt.
Die Familie Humpis stellte von 1298 bis 1528 77 Mal das Amt des Bürgermeisters bzw. Stadtammanns. Das Geschlecht der Humpis war ferner Mitglied der 1397 gegründeten Patriziergesellschaft Zum Esel.
Ihr Vermögen investierten sie in den Erwerb von Grundbesitz, beziehungsweise von niederadeligen Herrschaften mit den damit verbunden Lehen. Unter den Kaisern Friedrich III. und Maximilian I. erreichten sie für diese Herrschaften sukzessiv die niederen und höheren Gerichtsbarkeiten und das Recht ihr Wappen mit diesen Herrschaften zu mehren (siehe unten Humpis von Waltrams und Humpis von Ratzenried). Bereits vor 1488 waren die Humpis Mitglied der Rittergesellschaft vom Sankt Jörgenschild.

## Wichtige Familienzweige
- Humpis von Waltrams
- Humpis von Siggen-Brochenzell
- Humpis von Ratzenried
- Humpis von Ravensburg

## Wappen
- Das Stammwappen zeigt in Schwarz drei übereinander laufende silberne Windspiele. Auf dem Helm mit schwarz-silbernen Helmdecken ein silbernes Windspiel sitzend.
- Das gemehrte Wappen von 1540 ist geviert, in Feld 1 und 4 das Stammwappen, 2 und 3 in Silber ein steigender schwarzer halber Widder (von Waltrams). Auf dem Helm mit schwarz-silbernen Decken der Widder wachsend.[3]

## Bedeutende Familienmitglieder
- Henggi Humpis[4] (* vermutlich 1345; † 1429), Kaufmann und Politiker, seit 1385 Bürgermeister und Stadtamman von Ravensburg. Politische Tätigkeit im Dienst der oberschwäbischen Reichsstädte, ab 1397 Mitglied der Ravensburger Patriziergesellschaft im Esel.
- Friedrich von Hundbiß (1769–1805), letzter fürstbischöflich-konstanzischer Obervogt auf der Insel Reichenau
- Hans Jakob Hundbiss von Waltrams, Herr von Senftenau (Lindau), war im Bauernkrieg 1525 Führer des 12.000 Mann starken Seehaufens, bestehend aus Landsknechten, Geistlichen, Adligen und Bauern aus der Region Bodensee/Oberschwaben. Georg Truchseß von Waldburg-Zeil (genannt Bauernjörg) traf vor Weingarten auf den militärisch recht gut ausgebildeten Seehaufen und musste sich mit seinem Heer mit 9.000 Landsknechten und 1.500 gepanzerten Reitern zurückziehen. Im Vertrag von Weingarten am 20. April 1525 macht er dem Seehaufen und dem Allgäuer Haufen Zugeständnisse für die Verbesserung der Lebensverhältnisse der Bauern.
- Freiin Anna Christiane Hundbiss von Waltrams war fürstliche Abtissin im Kanonissenstift Lindau 1634–1674
- Freiin Maria Franzisca Hundbiss von Waltrams war fürstliche Äbtissin im Kanonissenstift Lindau 1720–1730
- Johann Werner Hundbiss von Waltrams war Deutsch-Ordens-Komtur in Straßburg 1642, Kämmerer und Oberleutnant der Erzherzöge von Österreich/Tirol und seit 1652 Landkomtur der Ballei Elsaß-Burgund. Ab 1658 wurde er schließlich Landkomtur auf der Insel Mainau.  Sein Epitaph ist in der Pfarr- und Schloßkirche Altshausen zu sehen.

## Heute
Während sich der Familienname in die heute amtliche Schreibweise von Hundbiß verfestigte, ist der Name Humpis noch an vielen Orten Ravensburgs und dem Umland zu finden:
- Humpisstraße
- Humpis-Schule Ravensburg: kaufmännische Schulen in Ravensburg
- Humpis-Quartier: Gebäudequartier der Humpis-Familie in Ravensburg, das nach einem Umbau für 16,2 Millionen € seit 2009 als Stadtmuseum genutzt wird
- Humpisschloss im Meckenbeurer Ortsteil Brochenzell, ab 1447 Sitz der Linie Siggen-Brochenzell
- Narrenruf der Narrenzunft Brochenzell: Humpis – ahoi
- Humpis Original: Biersorte der Edelweißbrauerei Oskar Farny (benannt nach der Humpisstube im Humpis-Quartier)

Auch andere Unternehmen rund um Ravensburg nutzen den Namen Humpis zur Vermarktung ihrer Waren.